# Cunegonda di Brandeburgo-Bayreuth
Cunegonda Brandeburgo-Bayreuth (Ansbach, 1524 – Pforzheim, 27 febbraio 1558) è stata una principessa tedesca di Brandeburgo-Bayreuth per nascita, e margravine di Baden-Durlach per matrimonio.

## Biografia
Cunegonda era la figlia più giovane del margravio Casimiro di Brandeburgo-Bayreuth (1481-1527) e della moglie Susanna (1502-1543), figlia del duca Alberto IV di Baviera.
Sposò il 10 marzo 1551 a Neustadt an der Aisch il margravio Carlo II di Baden-Durlach (1529-1577). Cunegonda era stata allevata nella fede luterana, mentre il marito apparteneva alla chiesa cattolica. Sotto l'influenza di sua moglie, Carlo cominciò ad approvare la Riforma.
Morì nel 1558 e fu sepolta nella chiesa di San Michele a Pforzheim.

## Discendenza
La coppia ebbe due figli:
- Maria (1553-1561)
- Alberto (1555-1574)

## Ascendenza
|                                   |                        |                                  | Genitori                            |  |  | Nonni |  |  | Bisnonni                   |  |  | Trisnonni                 |  |
|                                   |                        |                                  |                                     |  |  |       |  |  | Alberto III di Brandeburgo |  |  | Federico I di Brandeburgo |  |
|                                   |                        |                                  |                                     |  |  |       |  |  | Alberto III di Brandeburgo |  |  | Federico I di Brandeburgo |  |
|                                   |                        | Elisabetta di Baviera-Landshut   |                                     |  |  |       |  |  | Alberto III di Brandeburgo |  |  |                           |  |
| Federico I di Brandeburgo-Ansbach |                        |                                  |                                     |  |  |       |  |  | Alberto III di Brandeburgo |  |  |                           |  |
|                                   |                        | Anna di Sassonia                 | Federico II di Sassonia             |  |  |       |  |  |                            |  |  |                           |  |
|                                   |                        | Anna di Sassonia                 | Federico II di Sassonia             |  |  |       |  |  |                            |  |  |                           |  |
|                                   |                        | Anna di Sassonia                 | Margherita d'Austria                |  |  |       |  |  |                            |  |  |                           |  |
| Casimiro di Brandeburgo-Bayreuth  |                        | Anna di Sassonia                 |                                     |  |  |       |  |  |                            |  |  |                           |  |
|                                   |                        | Casimiro IV di Polonia           | Ladislao II Jagellone               |  |  |       |  |  |                            |  |  |                           |  |
|                                   |                        | Casimiro IV di Polonia           | Ladislao II Jagellone               |  |  |       |  |  |                            |  |  |                           |  |
|                                   |                        | Casimiro IV di Polonia           | Sofia Alšėniškė                     |  |  |       |  |  |                            |  |  |                           |  |
| Sofia di Polonia                  |                        | Casimiro IV di Polonia           |                                     |  |  |       |  |  |                            |  |  |                           |  |
|                                   |                        | Elisabetta d'Asburgo             | Alberto II d'Asburgo                |  |  |       |  |  |                            |  |  |                           |  |
|                                   |                        | Elisabetta d'Asburgo             | Alberto II d'Asburgo                |  |  |       |  |  |                            |  |  |                           |  |
|                                   |                        | Elisabetta d'Asburgo             | Elisabetta di Lussemburgo           |  |  |       |  |  |                            |  |  |                           |  |
| Cunegonda di Brandeburgo-Bayreuth |                        | Elisabetta d'Asburgo             |                                     |  |  |       |  |  |                            |  |  |                           |  |
|                                   | Alberto III di Baviera | Ernesto di Baviera-Monaco        |                                     |  |  |       |  |  |                            |  |  |                           |  |
|                                   | Alberto III di Baviera | Ernesto di Baviera-Monaco        |                                     |  |  |       |  |  |                            |  |  |                           |  |
|                                   | Alberto III di Baviera | Elisabetta Visconti              |                                     |  |  |       |  |  |                            |  |  |                           |  |
| Alberto IV di Baviera             | Alberto III di Baviera |                                  |                                     |  |  |       |  |  |                            |  |  |                           |  |
|                                   |                        | Anna di Braunschweig-Grubenhagen | Erich I di Braunschweig-Grubenhagen |  |  |       |  |  |                            |  |  |                           |  |
|                                   |                        | Anna di Braunschweig-Grubenhagen | Erich I di Braunschweig-Grubenhagen |  |  |       |  |  |                            |  |  |                           |  |
|                                   |                        | Anna di Braunschweig-Grubenhagen | Elisabetta di Brunswick-Göttingen   |  |  |       |  |  |                            |  |  |                           |  |
| Susanna di Baviera                |                        | Anna di Braunschweig-Grubenhagen |                                     |  |  |       |  |  |                            |  |  |                           |  |
|                                   |                        | Federico III d'Asburgo           | Ernesto I d'Asburgo                 |  |  |       |  |  |                            |  |  |                           |  |
|                                   |                        | Federico III d'Asburgo           | Ernesto I d'Asburgo                 |  |  |       |  |  |                            |  |  |                           |  |
|                                   |                        | Federico III d'Asburgo           | Eleonora d'Aviz                     |  |  |       |  |  |                            |  |  |                           |  |
| Cunegonda d'Austria               |                        | Federico III d'Asburgo           |                                     |  |  |       |  |  |                            |  |  |                           |  |
|                                   |                        | Eleonora d'Aviz                  | Edoardo del Portogallo              |  |  |       |  |  |                            |  |  |                           |  |
|                                   |                        | Eleonora d'Aviz                  | Edoardo del Portogallo              |  |  |       |  |  |                            |  |  |                           |  |
|                                   |                        | Eleonora d'Aviz                  | Eleonora di Trastámara              |  |  |       |  |  |                            |  |  |                           |  |
|                                   |                        | Eleonora d'Aviz                  |                                     |  |  |       |  |  |                            |  |  |                           |  |

| Controllo di autorità | VIAF (EN) 22529547 · GND (DE) 102462186 |